# Jack Taylor (détective)
Pour les articles homonymes, voir Jack Taylor et Taylor.
 (février 2012).
Jack Taylor est un personnage de fiction. 
Détective privé irlandais, il a été créé dans les années 2000 par l'auteur Ken Bruen.

## Présentation
Jack Taylor est détective privé à Galway, en Irlande. Il s'est fait renvoyer de la Garda Síochána, la police irlandaise, à cause de son goût trop prononcé pour l'alcool. Il officie dès lors depuis son pub favori, réquisitionnant l'une des tables pour en faire son bureau. C'est là qu'on le trouve dès les premières pages du premier roman de la série, Delirium Tremens (The Guards). À défaut d'enquête, il se noie dans les excès en tous genres, plongeant le lecteur dans sa réalité... et celle de l'alcoolisme. Sur un ton aussi drôle que cynique, il donne tout son sens au terme hard-boiled, qui désigne ce qu'en France on appellerait « roman noir ». 
Dur à l'extrême, le parcours de Jack est semé d'embûches, même si on a parfois l'impression qu'il les met lui-même sur son chemin. Il y a d'abord cette envie de devenir le meilleur privé d'Irlande, dans un pays où il n'y a pas de détectives, les habitants ne le supporteraient pas, ça ressemblerait trop à des mouchards. Et ce poing dans la figure d'un ministre, qui lui a coûté son titre de garde. Avec Jack Taylor, la descente au fond du gouffre se fait lentement mais sûrement, et on assiste à la chute inexorable en se demandant s'il touchera un jour le fond. Au fil des romans, il perdra peu à peu toutes les personnes qui lui sont chères, souvent par sa faute, parce qu'il a encore une fois un peu trop bu, ou parce qu'il a encore mis son nez là où il n'aurait pas dû. 
Loin d'être un redresseur des torts exemplaire, il est humain, avec ses nombreuses faiblesses, et c'est ce qui en fait un être attachant malgré tout. Il est d'ailleurs un pur produit d'Irlande, regrettant les traditions qui se perdent, le « vieux Galway », nostalgique de ce qui fait qu'un Irlandais peut être fier de ses racines. Déboussolé par l'évolution du monde occidental, qu'il considère comme une perte des valeurs morales et religieuses, il cherche ses repères dans le monde d'aujourd'hui en se référant à « sa »culture, une culture anglo-saxonne d'une richesse inouïe, qu'il partage allègrement avec le lecteur d'un bout à l'autre de ses récits par le biais de références directes ou non au fil des pages : de quoi (re)découvrir la littérature, la musique ou le cinéma des dernières décennies.  
Ses enquêtes sont aussi « hors-normes » que le personnage. Violence et tabous y ont la belle part, et on explore là encore la noirceur de l'âme humaine. Jack Taylor n'hésite pas à aller là où personne n'ose aller, quitte à se mettre ses anciens collègues à dos. Sa première enquête, sur le prétendu suicide d'une adolescente, témoigne de son envie de découvrir la vérité coûte que coûte. Ses valeurs morales seront souvent mises à rude épreuve, et son intégrité, son honnêteté envers et contre tout laissent un sentiment d'admiration malgré ses nombreuses erreurs. Des prêtres pédophiles aux meurtres sordides, rien n'est épargné au personnage ni à son lecteur.

## Liste des romans
Neuf romans font à ce jour partie de la série des Jack Taylor. Sept d'entre eux ont été traduits en français et publiés chez Gallimard, dans la collection Folio Policier :
- Delirium Tremens (titre original The Guards, 2001)
- Toxic Blues (Killing of the Tinkers, 2002)
- Le martyre des Magdalènes (The Magdalen Martyrs, 2003)
- Le dramaturge (The Dramatist, 2004)
- La main droite du diable (Priest, 2007)
- Chemins de croix (Cross, 2008)
- En ce sanctuaire (Sanctuary, 2009)

Deux romans ont été traduits en français et publiés chez Fayard :
- Le démon (The Devil, 2010)
- Sur ta tombe (Headstone, 2011)

## Adaptation
Les trois premiers romans de la série des Jack Taylor ont été adaptés pour la télévision irlandaise depuis 2010, par Magma Productions, sur TV3. Le personnage de Jack Taylor y est interprété par Iain Glen, et la réalisation a été assurée par Stuart Orme. 
The Guards a été produit en 2010 en tant que pilote. Il a été scénarisé par Tom Collins, Anne McCabe et Ralph Christians. Face au succès rencontrés, deux autres épisodes ont été programmés en 2011, à savoir The Magdalen Martyrs et The Pikemen, tous deux scénarisés par Marteinn Thorisson.